# أبو غالب الزراري
الشيخ أبو غالب، أحمد بن محمّد بن محمّد، وينتهي نسبه إلى بكير بن أعين أخ زرارة بن أعين الشيباني.

## ولادته
ولد أبو غالب في الكوفة في 27 من ربيع الثاني لعام 285 هجري. واسمه أحمد بن محمد بن محمد بن سليمان بن حسن بن جهم بن بكير بن أعين الشيباني الكوفي البغدادي. و هو من كبار شخصيات الشيعة في القرن الرابع الهجري، ومن رواة الحديث كما كان من أساتذة بعض أكابر فقهاء الشيعة كالشيخ المفيد ومن أصحاب الأئمة عليهم السلام حتى الغيبة الصغرى.

## نبذة من حياته
لقد فقد أبو غالب والده في سن الخامسة فقام جده الفاضل العالم محمد بن سليمان برعايته وتربيته وقد استمع في الثانية عشر من عمره لروايات الراوى الشيعي الجليل «الحميري» كما فقد جده وكافله في الخامسة عشر من عمره. وكان في سن الثامن والعشرين حيث فقد جميع أمواله في حادث مؤلم. وقد تشرف بحج بيت الله الحرام في الخامسة والستين من حياته وقضى عاماً" بمكة المكرمة وبجوار بيت الله العتيق.

## مراسلاته مع محمد بن الحسن المهدي
لأبي غالب الزراري مراسلاته مع الإمام محمد بن الحسن المهدي عن طريق نوابه المختصين.

## آراء العلماء
يقول الشيخ الطوسي: «هو شخصية بارزة وجليلة وله روايات عديده وهو من مشايخ الشيعة في حياته كما كان ثقة لفقهاء الشيعة.»
وللعلامة المجلسي والسيد بحر العلوم أقوال مماثلة للطوسي بشأنه.

## الأساتذة
لقد أفاد من جلسات درس العديد من الشخصيات الشيعية كجده محمد بن سليمان، على بن حسين السعد آبادي، عبد الله بن جعفر الحميرى، محمد بن حسن بن علي بن مهزيار الأهوازي، محمد بن همام الإسكافي، ومحمد بن يعقوب الكليني.
تلامذته:
وقد تلمذ له العديد من وجوه الشيعة ومنهم الشيخ المفيد، هارون بن موسى، التلعكبرى، حسين بن عبد الله الغضائري، احمد بن عبد الواحد المشهور بابن عبدون وأبو العباس احمد بن علي بن عباس السيرافي.
المؤلفات:
وله مؤلفات قيمة في مختلف المواضيع مثل:
- رسالة ابي غالب الزراري
- كتاب الادعية
- الإفضال
- التاريخ
- دعاء السفر
- دعاء السر
- مناسك الحج
- جزء في خطبة الغدير
- أخبار تهامة
- أخبار مجموعة

## الوفاة
توفي أبو غالب الزراري في عام 368 ه‍ في الثالثة والثمانين من العمر في مدينة بغداد ودفن في جوار مرقد الكاظمين.